# ArenaBowl XXXII
Match précédent Match suivant
L'ArenaBowl XXXII est le match de championnat de la saison 2019 de l'Arena Football League. Le match a lieu le 11 août 2019, débute à 20h00 (heure de l'est) et est diffusé sur ESPN2.  
Il oppose les gagnants des deux demi-finales,  Albany Empire (no 1) et Philadelphia Soul (no 3). 
Le commissaire de l'AFL, Randall Boe, avait également confirmé que les plans d'expansion de la ligue pour la saison prochaine seraient dévoilés au cours du match. Cependant, l'annonce de ces plans ont été repoussés à plusieurs semaines après que la Boe ait déclaré que les négociations par rapport aux deux nouvelles équipes n'étaient pas terminées.

## Lieu
Empire d'Albany étant l'équipe la mieux classée, elle accueille l'ArenaBowl XXXII au Times Union Center. 

## Playoffs 2019

### Demi-finales
| Empire d'Albany (1)      | 61 | 62 | 123 |
| Brigade de Baltimore (4) | 26 | 21 | 47  |

| Valor de Washington (2)  | 33 | 41 | 74  |
| Soul de Philadelphie (3) | 69 | 48 | 117 |

### ArenaBowl XXXII
| Empire d'Albany (1) | 45 | 27 | Soul de Philadelphie (3) |

## Évolution du score
| Temps           | Description des actions                                                                           | Score ALB-PHI | Score ALB-PHI |
| --------------- | ------------------------------------------------------------------------------------------------- | ------------- | ------------- |
| 1er Quart-temps |                                                                                                   |               |               |
| 12:09           | TD de 34 yards par Darius Prince suite d'une passe de Dan Raudabaugh (PAT de Kenny Spencer)       |               | 0-07          |
| 06:58           | Interception retournée pour 54 yards par Maurice Leggett (PAT de Adrian Trevino)                  | Égalité       | 70-07         |
| 04:58           | TD de 38 yards par B. J. Bunn suite d'une passe de Dan Raudabaugh (PAT de Kenny Spencer)          |               | 70-14         |
| 01:56           | TD de 11 yards par Quentin Sims suite d'une passe de Tommy Grady (PAT de Adrian Trevino)          | Égalité       | 14-14         |
| 2e Quart-temps  |                                                                                                   |               |               |
| 09:59           | TD de 6 yards par Quentin Sims suite d'une passe de Tommy Grady (PAT de Adrian Trevino)           |               | 21-14         |
| 04:56           | TD de 4 yards par Darius Prince suite d'une passe de Dan Raudabaugh (PAT de Kenny Spencer)        | Égalité       | 21-21         |
| 03:23           | TD de 25 yards par Quentin Sims suite d'une passe de Tommy Grady (PAT de Adrian Trevino)          |               | 28-21         |
| 00:22           | TD de 11 yards par Quentin Sims suite d'une passe de Tommy Grady (PAT de Adrian Trevino)          |               | 35-21         |
| 3e Quart-temps  |                                                                                                   |               |               |
| 10:06           | TD de 8 yards par Mykel Benson suite d'une passe de Tommy Grady (PAT de Adrian Trevino)           |               | 42-21         |
| 4e Quart-temps  |                                                                                                   |               |               |
| 13:09           | TD de 3 yards par Lonnie Outlaw suite d'une passe de Dan Raudabaugh (PAT manqué de Kenny Spencer) |               | 42-27         |
| 09:59           | FG de 31 yards par Adrian Trevino                                                                 |               | 45-27         |

## Équipes en présence
| Joueur              | Position | Université                                |
| ------------------- | -------- | ----------------------------------------- |
| Mykel Benson        | FB       | Rattlers de Florida A&M (en)              |
| Harold Brantley III | DL       | Bearcats de Northwest Missouri State (en) |
| Arkeith Brown       | DB       | Rattlers de Florida A&M (en)              |
| Ryan Cave           | OL       | Pirates de Hampton                        |
| AJ Coney            | WR       | Zips d'Akron                              |
| Mason Espinosa      | QB       | Battling Bishops d'Ohio Wesleyan (en)     |
| Rodney Fritz        | DL       | Tigers de Tennessee State (en)            |
| Tommy Grady         | QB       | Utes de l'Utah                            |
| Tevin Homer         | DB       | Owls de Florida Atlantic                  |
| Malachi Jones       | WR       | Mountaineers d'Appalachian State          |
| DaVonte Lambert     | DL       | Tigers d'Auburn                           |
| Maurice Leggett     | DB       | Blazers de Valdosta State (en)            |
| Damian Love         | OL       | Hornets d'Alabama State                   |
| Terence Moore       | LB       | Trojans de Troy                           |
| Jordan Mudge        | OL       | Wolf Pack du Nevada                       |
| Cheatham Norrils    | DB       | Rockets de Toledo                         |
| Jeramie Richardson  | LB       | Rams d'Angelo State (en)                  |
| Moqut Ruffins       | OL       | Bulldogs de Louisiana Tech                |
| Quentin Sims        | WR       | Skyhawks d'UT Martin (en)                 |
| Jakobi Smith        | OL       | Owls de Florida Atlantic                  |
| Demetres Stephens   | WR       | Boll Weevils d'Arkansas–Monticello (en)   |
| Joe Sykes           | DL       | Jaguars de Southern (en)                  |
| Collin Taylor       | WR       | Hoosiers de l'Indiana                     |
| Aaron Tiller        | DL       | Jaguars de Southern (en)                  |
| Adrian Trevino      | K        | Vikings de Missouri Valley College        |

| Joueur               | Position | Université                              |
| -------------------- | -------- | --------------------------------------- |
| Chris Boles          | OL       | Fighting Illini de l'Illinois           |
| BJ Bunn              | WR       | Braves d'UNC Pembroke (en)              |
| Kyle Chandler        | DL       | Texans de Tarleton State                |
| Brandon Cottom       | FB       | Boilermakers de Purdue                  |
| Sean Daniels         | DL       | Owls de Temple                          |
| Thomas Dover         | DL       | Fighting Scots d'Edinboro (en)          |
| Adrian Ferns         | FB       | Hawks de Chowan College                 |
| Malik Forrester      | DL       | Bulldogs de Fresno State                |
| Dwayne Hollis        | DB       | Battling Bishops de NC Wesleyan         |
| Torez Jones          | DB       | Catamounts de Western Carolina (en)     |
| Phillip-Keith Manley | OL       | Rockets de Toledo                       |
| Keith Newell         | OL       | Hornets de Delaware State (en)          |
| Lonnie Outlaw        | WR       | Golden Bears de Miles College           |
| Jameer Outsey        | DL       | Rebels d'UNLV                           |
| Patrick O`Brien      | QB       | Indians de Catawba                      |
| Darius Prince        | WR       | Penn State Beaver                       |
| Dan Raudabaugh       | QB       | Redhawks de Miami                       |
| Darius Reynolds      | WR       | Cyclones d'Iowa State                   |
| Kent Richardson      | DB       | Mountaineers de la Virginie-Occidentale |
| Tyrell Robinson      | LB       | Ducks de l'Oregon                       |
| James Romain         | DB       | Hornets de Delaware State (en)          |
| Kenny Spencer        | K        | Lions de North Alabama                  |
| Neal Tivis           | OL       | Wildcats d'Abilene Christian (en)       |
| Jordan Williams      | WR       | Fighting Scots d'Edinboro (en)          |

## Statistiques par équipe
| Données                                | ALB     | PHI     |
| -------------------------------------- | ------- | ------- |
| 1er Downs                              | 14      | 19      |
| Yards (Total)                          | 208     | 300     |
| Courses/Yards                          | 7/0     | 5/8     |
| Passes complètes/tentées/interceptions | 26/39/1 | 16/25/0 |
| Pénalités/Yards                        | 3/25    | 3/9     |